# Auguste Constantin Viollier
Pour les articles homonymes, voir Viollier.
Ne pas confondre avec Auguste Viollier (1786-1878) ou Jules-Auguste Viollier (simplement Auguste Viollier) (1810-1887).
Auguste Constantin Viollier (ou plus simplement Auguste Viollier ou sous le pseudonyme de Godefroy de Georgina), né le 27 juin 1854 au Petit-Saconnex, et mort le 28 juin 1908 à Cologny, est un  artiste peintre, caricaturiste, aquarelliste, illustrateur et affichiste suisse. Renommé pour ses caricatures, il a vécu en alternance à Paris et à Genève. Il est le père de Jean Viollier.

## Biographie
Auguste Viollier est né le 27 juin 1854 au Petit-Saconnex (aujourd'hui commune de Genève). Il est le fils du pasteur Joseph-Hyacinthe Viollier et de Jeanne Caroline Adèle Vaucher. Élève à l'académie de Genève de 1872 à 1875, il n'achève pas ses études. Il est alors formé par Jean-Léon Gérôme à Paris en 1877,. Il se marie le 21 mai 1890 à Charlotte Philippine Hélène Annevelle,. Il a contribué à plusieurs magazines parisiens. Il a fondé des journaux illustrés tels que à Paris, Le Polichinelle et à Genève, Le Papillon. Il est le créateur du théâtre du Sapajou (ombres chinoises) à l'exposition nationale de 1896. Actif à Genève, il est cofondateur en 1897 du Cercle des Arts et Lettres et en 1900, de la revue Passe-partout. Il fonde en 1898 la Société d'affiches artistiques afin de moderniser l'affiche en Suisse. Il est mort le 28 juin 1908 à Cologny,.

## Œuvres

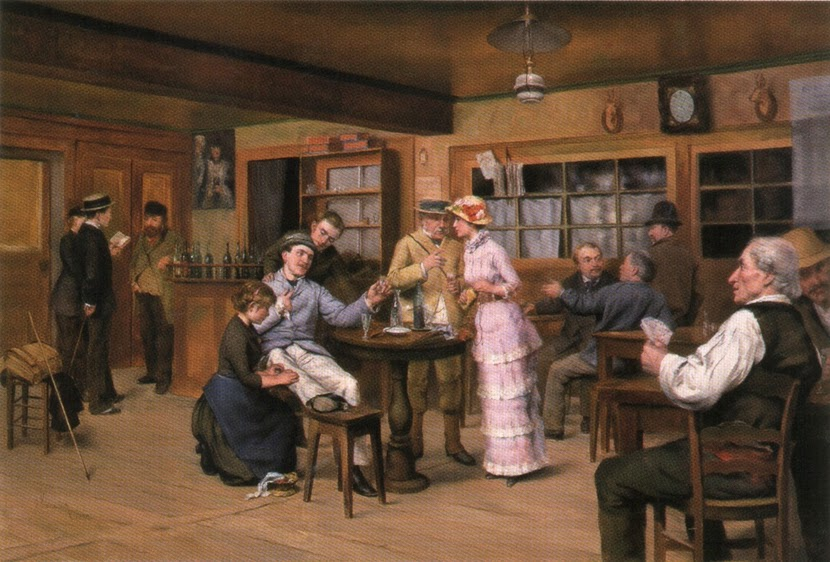
Le repos du voyageur, 1882

- Godefroy, Croquis genevois Mon ami Grimpionet, Genève, J. Rey, 1890. 22 p.

### Contributions
- Louis Dunki et Godefroy, Hans-Jacob à travers la Suisse. Genève : Agence des journaux, 1886.
- Louis Dunki et Godefroy, Le Tir fédéral de Genève. Paris, Paris illustré, 5e année, 2e série, no 15, p. 193-208,  23 juillet 1887.
- Louis Dunki, Godefroy, Evert van Muyden, Henri van Muyden, [François] de Lapalud. Sous les armes. Croquis et caricatures de la vie militaire en Suisse. Genève, Le Papillon, 1893. 41 p.
- Louis Dunki, Godefroy, Evert van Muyden, Henri van Muyden, [François] de Lapalud. Im Waffenrock : Lustige und ernste Bilder aus dem schweizerischen Soldatenleben. Genf, Papillon, 1893.  41 p.
- Jules Cougnard, Em. Kuhne, Henry Spiess, Godefroy et Fred. Boissonnas, Le nouveau Panthéon. Genève, Sonor, 1908. 87 p.
- caricatures à Paris : L'Illustration et Le Rire[1]
- caricatures à Paris : Le Monde illustré et Paris illustré[1];
- caricatures à Paris : La Caricature et Le Polichinelle[1].
- caricatures à Genève : Le Carillon de Saint-Gervais[1]
- caricatures à Genève : Le Papillon, journal fantaisiste hebdomadaire pour toute la famille[4].